# Nei giardini che nessuno sa
Nei giardini che nessuno sa è un brano musicale del 1994, scritto da Renato Zero e Danilo Riccardi e cantato dallo stesso cantante romano, inserito nell'album L'imperfetto, che ha venduto oltre 350 000 copie.
Dal brano venne tratto anche un videoclip, in cui compare anche lo stesso Renato Zero.
La canzone verrà inclusa nelle raccolte I miei numeri (2000) e Renatissimo! (2006) e negli album live Amore dopo amore, tour dopo tour del 1999 e Figli del sogno del 2004.
Nel 2006 viene reinterpretata dalla cantante Laura Pausini che inserisce la sua versione nell'album di cover italiane Io canto.
Nella serie di concerti Sei Zero del 2010 è interpretata in duetto con Mario Biondi: la versione è inclusa negli album (anche in DVD) tratti dal ciclo di eventi.